# Momjeh Kheyl
Momjeh Kheyl (persiska: مُومجِ خِيل, مَمَج خِيل, مومِج خِيل, ممجه خيل) är en ort i Iran.   Den ligger i provinsen Mazandaran, i den norra delen av landet, 150 km öster om huvudstaden Teheran. Momjeh Kheyl ligger 709 meter över havet och antalet invånare är 266.
Terrängen runt Momjeh Kheyl är kuperad åt nordost, men åt sydväst är den bergig. Momjeh Kheyl ligger nere i en dal. Runt Momjeh Kheyl är det ganska glesbefolkat, med 34 invånare per kvadratkilometer. Närmaste större samhälle är Pol-e Sefīd, 7,7 km nordost om Momjeh Kheyl. I omgivningarna runt Momjeh Kheyl växer i huvudsak blandskog.